# Unter Eis
Unter Eis ist eine Theater- und Hörspielproduktion des deutschen Autors und Dramatikers Falk Richter. Das Theaterstück wurde im Frühjahr 2004 als letzter Teil des Großprojektes Das System an der Berliner Schaubühne uraufgeführt.

## Beschreibung
Das Stück, in welchem zwei nach äußerster wirtschaftlicher Effizienz strebende Berater mit ihrem am „System“ zweifelnden älteren Beraterkollegen Paul Niemand in Konflikt geraten, erzählt von Unternehmens-Consulting, Wirtschaftsberatern und einer erkalteten Gesellschaft. Richter untersucht in diesem Text die Ideologie, das Menschenbild und die anonyme, seelenlose Sprache der Beraterbranche. Er verweist auf die Schwachstellen und Funktionslücken einer kapitalistisch orientierten und auf wirtschaftliche Effizienz ausgerichteten Gesellschaft und entwickelt die Vision einer unmenschlicher werdenden Welt. „Unter Eis ist ein Stück über das Verschwinden, das Erstarren in Eisschichten, über die Agonie in der Kälte“.

## Handlung
Drei Männer sitzen hinter einem hochglänzend lackierten schwarzen Konferenztisch, einer Tafel, die so glatt ist, dass jedes Papier, das mit nonchalantem Elan auf die Fläche lanciert würde, in unaufhaltsamen Segelflug über den Rand gleiten und auf den Boden abstürzen müsste, eine Tafel, auf der eigentlich nichts Bestand hat, kein Vertrag vereinbart werden könnte. Sie ist eher so etwas wie ein Altar, auf dem jeder den anderen am liebsten als Opfertier schlachten würde, als Verlierer des Kampfes jeder gegen jeden.
Zwei der Berater, Karl Sonnenschein und Aurelius Glasenapp, sind permanent auf der Suche nach neuen Strategien zu Leistungsoptimierung und Effizienz. Ihr eigentliches verschleißintensives Berufsleben setzt sich aus Performance, Creativity, Case-Study, Pressure-Handling, Businesslounge und Bonusmeilen zusammen und ihre Arbeit besteht im Wesentlichen darin, möglichst viel und schnell Personal wegzurationalisieren, bis sie sich jeweils selbst, quasi als dem letzten Mitarbeiter, als dem letzten zu lösenden Problem gegenüber stehen.
Der dritte Kollege, Paul Niemand, Mitte Vierzig, verliert sich in den Meetings sukzessive in Identitätsverlust und der Frage nach Sinn und Menschlichkeit. Er stürzt in einem nicht enden wollenden Angstschub durch die Erinnerungen an seine Kindheit, seine Siege und seine Niederlagen sowie an seine Frauen, an die er nur noch vage Erinnerungen hat. Seine unerfüllten Sehnsüchte kehren mit aller Macht zurück. Niemand ist, ob er will oder nicht, das oppositionelle Zentrum im Raum der gleichgeschalteten Informationsmaschinerie. Eine Zelle, deren Wachstumspotenzial offen bleibt, die aber unablässig Impulse versendet. Er könnte ein anderer Mensch sein. Doch die nächste Generation lauert schon auf einen Moment der Schwäche, das Ende seiner Karriere. Alles liegt unter Eis, nichts bewegt sich, alles steht still. So lässt Richter ihn den Zustand unserer Gesellschaft beschreiben.
Der Consultant Karl Sonnenschein übt eine radikale Kritik an „einer vollkommen überdrehten Mediendemokratie“.
In einem Monolog des Aurelius Glasenapp hinterfragt Richter Funktion und Verständnis von Kultur in der kapitalistischen Gesellschaft. Hier legt er offen, dass die radikale und zunächst fremd wirkende Beraterfrage nach Effizienz und Wirtschaftlichkeit längst Teil der kulturpolitischen Diskussion geworden ist.

## Rezeption
„Falk Richter seziert die Gegenwart, verdichtet sie zu analytischen, feinnervigen und berührenden Theaterstücken. Zielsicher greift er sich Phänomene aus Politik, Medien und Gesellschaft. Zerlegt sie. Schärft und serviert sie. Richter ist ein Autor aus dem Heute und Übermorgen, aus dem Jetzt und dem Danach. Seine Dramen sind aktuell, kritisch, analytisch und tieftraurig. Sind Montage und Fragment. Sind Realität und Kino. Sind Gedachtes und Erlebtes. Sind Politik und Poesie. Richters Sprache ist kalt und klar, ironisch und hart. Ist nah, verloren und vertraut.“
In der Inszenierung von Pedro Martins Beja am Düsseldorfer Schauspielhaus 2013 bleiben für Anette Bosetti „Erinnerungen an starke Momente, aus Realität und Videobildern zusammengesetzt“, dennoch urteilt sie: „Unter Eis“ ist am Ende ein depressives Stück. Dass uns die im Kern sicher immer noch schwelende gesellschaftliche Problematik nicht nah kommt, liegt an der überzogenen Inszenierung. So bleibt bei „Unter Eis das intellektuelle Frösteln aus . Verhaltener Applaus.“
"Falk Richter gelang es in diesem Stück am Beginn seiner Karriere noch nicht so gut, seine Stoffe zu einer so packenden Gesellschaftsanalyse wie in „Never Forever“ oder „Fear“ zu verdichten. In der ersten Stunde wird zu frontal und mit zu wenig Reibung der Manager-Sprech heruntergebetet. Im letzten Drittel wird Jan Pappelbaums Bühne von Video-Einspielern glatter Wolkenkratzer-Fronten überschattet, André Szymanski übt sich in einer längeren Szene als Robbe und quält sich über die Eiswürfel auf der Tischfläche."
"Mit diesen drei Männern hat Falk Richter ziemlich genau Schattierungen in der Generationenfolge erfasst, deren Biopower derzeit an den High-Speed-Arbeitsplätzen verschlissen wird. Vor allem ist ihm, nach den Jahren der popigen Verblendung und Verdrängung auf dem Theater ein gutes, böses, witziges und trauriges Stück Ideologiekritik gelungen."
"Ein in die Apsis der Schaubühne projiziertes Panorama einer gläsernen Passage, in die man wie mit einem Zoom langsam hineinzufahren scheint, ohne je irgendwo anzukommen, gehört zu den schönsten Bildern des existentiellen Elends, das die neue Schaubühne seit ihrem Neuanfang vor wenigen Jahren vorgeführt hat. Falk Richter denkt, lakonisch und böse ironisch, die Logik zu Ende, mit der eine modische Horde von smarten Schwätzern, in ihrer merkwürdigen Mischung aus Psychologie, BWL, New Age, und krudem Darwinismus auf gewachsene Erwerbsgesellschaften losgeht. Sonnenschein, der aggressive Apologet, steht im Alter zwischen dem kindlich-verspielten Aurelius Glasenapp und dem mit über vierzig schon zum alten Eisen gehörenden Paul Niemand. Mit diesen drei Männern hat Falk Richter ziemlich genau Schattierungen in der Generationenfolge erfasst, deren Biopower derzeit an den High-Speed-Arbeitsplätzen verschlissen wird. Vor allem ist ihm ein gutes, böses, witziges und trauriges Stück Ideologiekritik gelungen."

## Aufführungen und Adaptionen
Die Uraufführung fand am 15. April 2004 an der Berliner Schaubühne unter der Regie von Falk Richter statt. Das Bühnenbild gestaltete Jan Pappelbaum, die Musik stammte von Paul Lemp. Die Rolle des Paul Niemand spielte Thomas Thieme, Mark Waschke verkörperte den Karl Sonnenschein, André Szymanski den Aurelius Glasenapp und Vincent Redetzki beziehungsweise Jonathan Thüringer spielt ein Kind.
Gastspiele fanden statt in Zürich, Hamburg, Créteil, Saarbrücken, Bozen, Meran, Oslo, Rennes, Lille, Liège, Valence, Reims, Brüssel, Sarajevo, Granada, Sevilla und Annecy.
Das Stück wurde in mehr als 30 Sprachen übersetzt und weltweit gespielt.
Unter Eis wurde von Falk Richter für die Ruhrtriennale 2007 zu einem Musiktheater-Libretto umgearbeitet. Der junge und bereits mehrfach preisgekrönte Komponist Jörn Arnecke hat Richters Textvorlage vertont.